# Echoes and Signals
Echoes and Signals — музыкальный проект российского гитариста, вокалиста и звукорежиссера Федора Кивокурцева. Название проекта отсылает к концепции " единства противоположностей ", которая является центральной категорией многих философских течений .

## История
Проект был создан в 2012 году как инструментальная группа, создающая музыку на стыке жанров прогрессивного рока и пост/мат-рока. После выпуска двух концептуальных EP «Comma» и «Ouroboros» в 2014 году вышел первый полноформатный альбом под названием «V» . Концепция альбома связана с пятью стадиям принятия.
Второй альбом «Monodrama» вышел в 2017 году. Название и концепция альбома являются отсылкой к методу психотерапии. В музыкальном плане альбом представлял собой инструментальный прогрессивный рок в сочетании с приглашенным вокалом Марьяны Сёмкиной (группа Iamthemorning) в песне Lead Astray.
Во время концертных выступлений группа делила сцену с Pain of Salvation, Long Distance Calling, Sólstafir .
Третий полноформатный альбом «Mercurial» вышел в 2021 году и ознаменовал собой новый этап для Echoes and Signals. Концептуально альбом использует идею алхимии как психологической метафоры. Все песни альбома содержат вокал. Альбом создавался в тесном сотрудничестве с музыкальным и кинопродюсером Александром Перфильевым.

## Дискография
- Comma (EP, 2012)
- Ouroboros (EP, 2013)
- V (Five) (LP, 2014)
- Monodrama (LP, 2017)
- Mercurial (LP, 2021)